# Oxylipeurus mesopelius
Oxylipeurus mesopelius är en insektsart. Oxylipeurus mesopelius ingår i släktet Oxylipeurus och familjen fjäderlöss. Utöver nominatformen finns också underarten O. m. colchicus.